# Tschahor
Tschahor (ukrainisch Чагор; russisch Чагор Tschagor, rumänisch Ceahor,  deutsch (bis 1918) Czahor) ist ein Dorf in der nördlichen Bukowina in der ukrainischen Oblast Tscherniwzi mit etwa 5530 Einwohnern (2024).
Das Dorf liegt im Süden der Oblasthauptstadt Czernowitz an der Fernstraße M 19 26 km nördlich vom ehemaligen Rajonzentrum Hlyboka. Tschahor besitzt eine Bahnstation an der Bahnstrecke Tscherniwzi–Suceava.
Am 8. Mai 2018 wurde das Dorf zum Zentrum der neu gegründeten Landgemeinde Tschahor (Чагорська сільська громада/Tschahorska silska hromada). Zu dieser zählten auch die 3 in der untenstehenden Tabelle aufgelistetenen Dörfer; bis dahin bildete es die Landratsgemeinde Tschahor (Чагорська сільська рада/Tschahorska silska rada) im Norden des Rajons Hlyboka.
Seit dem 17. Juli 2020 ist der Ort ein Teil des Rajons Tscherniwzi.
Folgende Orte sind neben dem Hauptort Tschahor Teil der Gemeinde:
| Name                     | Name       | Name                | Name           | Name                |
| ukrainisch transkribiert | ukrainisch | russisch            | rumänisch      | deutsch             |
| ------------------------ | ---------- | ------------------- | -------------- | ------------------- |
| Kut                      | Кут        | Кут                 | Cotul-Bainschi | Kotul Bainsky       |
| Lukowyzja                | Луковиця   | Луковица (Lukowiza) | Lucoviţa       | Lukawitza am Sereth |
| Molodija                 | Молодія    | Молодия             | Molodia        | Molodia             |